# Fra' Tazio da Velletri
Fra' Tazio da Velletri è un film del 1973 diretto da Romano Gastaldi (pseudonimo di Romano Scandariato).

## Trama
Frate Tazio da Velletri gode della fama di taumaturgo. Messer Nuccio de' Tornabuoni scommette che riuscirà a conquistare Lisa, la moglie del gonfaloniere di giustizia Lapo de' Pazzi. Per realizzare il sogno sparge la notizia che fra' Tazio abbia il potere di scacciare il demonio della lussuria dal corpo delle donne, in seguito egli stesso si spaccia per il famoso frate ed abusa di Lisa e attenta Gigliola, la sorella di Lapo.
Così inizia una serie di rocambolesche fughe, ogni tanto interrotte dalla conquista di nuove ragazze. Nel frattempo fra' Tazio subisce le ire dei mariti traditi. Alla fine, stanco, fra' Tazio decide di ritornare nel convento a Velletri, mentre Nuccio si fa monaco per vivere nuove avventure amorose.

## Produzione
Scandariato ha dichiarato a Nocturno: "Il film fu iniziato da Joe D'Amato (Aristide Massaccesi) di cui ero aiuto-regista, ma poi litigò con la produzione e se ne andò, per cui fui io a terminarlo... diciamo che è stato girato per un terzo da Massaccesi e per due terzi da me".
Massaccesi girò il film gemello Sollazzevoli storie di mogli gaudenti e mariti penitenti - Decameron nº 69, che venne anch'esso firmato da Romano Gastaldi.
Il doppiaggio venne affidato alla Sinc Cinematografica.

## Promozione
La locandina del film, per promuoverlo, recitava:
 "Era un uom che si misurava in metri,
 questo fraton con quel suo agir da pazzo, 
 sì che alla storia passò con gran sollazzo
 col dubbio nom 'Frà Tazio da Velletri' ".